# Mortka (Russland)
Mortka (russisch Мо́ртка) ist eine Siedlung städtischen Typs im westsibirischen Autonomen Kreis der Chanten und Mansen/Jugra (Russland) mit 3798 Einwohnern (Stand 14. Oktober 2010).

## Geographie
Die Siedlung liegt im Westsibirischen Tiefland, etwa 250 Kilometer Luftlinie südwestlich des Verwaltungszentrums des Autonomen Kreises Chanty-Mansijsk. Das Rajonzentrum Meschduretschenski befindet sich etwa 28 Kilometer nördlich von Mortka.
Etwa drei Kilometer nördlich der Siedlung verläuft der namensgebende Fluss Mortka, ein linker Nebenfluss der Kuma, von Westen nach Osten.
Administrativ gehört Mortka zum Kondinski rajon. Zudem ist es Verwaltungssitz der gleichnamigen Stadtgemeinde Gorodskoje posselenije Mortka (Городское поселение Мортка), zu der neben Mortka auch die Dörfer Jamki (Ямки), Jumas (Юмас) und Sotnik (Сотник) gehören.

## Geschichte
Mortka entstand im September 1967 mit der Errichtung eines so genannten Lesopunktes (лесопункт) in den sumpfigen Wäldern der Taiga. Der Lesopunkt war sowohl eine Basis zum Holzschlag, als auch eine Arbeitssiedlung für die ansässigen Arbeiter der Holzindustrie.
Mit der Fertigstellung der Teilstrecke Tawda–Mortka erhielt die Siedlung 1968 einen Anschluss an das russische Eisenbahnnetz. In den 1970er Jahren wurde Mortka stark erweitert. Neben Wohnhäusern wurde unter anderem ein Krankenhaus, eine Schule für 960 Schüler, eine Musikschule, Kindergärten sowie Läden und Handelsgebäude errichtet. Am 1. Juni 1972 erhielt Morka den Status einer Siedlung städtischen Typs.
In den 1990er Jahren wurden die Straßen die Siedlung großflächig asphaltiert. Zudem wurde im Jahr 2002 ein Wasserreinigungsanlage errichtet, um die Siedlung mit Trinkwasser zu versorgen. 2005 wurde mit dem Mitteldichte Holzfaserplatten-produzierende Werk MDF (ООО Завод МДФ) das erste lokale Unternehmen gegründet, welches Holz weiterverarbeitet. Zuvor wurde in Mortka ausschließlich Rohholz produziert.

### Bevölkerungsentwicklung
| Jahr | Einwohner |
| ---- | --------- |
| 1979 | 3241      |
| 1989 | 3431      |
| 2002 | 3627      |
| 2010 | 3798      |

Anmerkung: Volkszählungsdaten

## Kultur und Sehenswürdigkeiten
Der Ort verfügt über ein Kulturhaus, eine Bibliothek sowie einen Sportkomplex mit Hockeyplatz und Fußballstadion.
Im Jahr 2004 wurde die hölzerne, orthodoxe Kirche (Храм Покрова Божией Матери) errichtet.

## Wirtschaft und Infrastruktur
Der wichtigste Wirtschaftszweig des Ortes ist die holzproduzierende und holzverarbeitende Industrie. Einer der größten Arbeitgeber ist das Werk MDF.
In Mortka gibt es einen Bahnhof an der Eisenbahnstrecke Jekaterinburg–Irbit–Tawda–Meschduretschenski. Ausgehend von Mortka verläuft zudem eine Straße ins nahe gelegene Rajonzentrum Meschduretschenski.